# Yorktown (Schiff, 1937)
Die USS Yorktown (CV-5) war ein Flugzeugträger und das Typschiff der gleichnamigen Klasse. Das dritte Schiff der US Navy mit diesem Namen wurde 1937 in Dienst gestellt und während des Zweiten Weltkriegs im Pazifikkrieg gegen Japan eingesetzt. Der Träger nahm im Mai 1942 an der Schlacht im Korallenmeer teil und wurde im Juni 1942 in Folge der Schlacht um Midway versenkt.

## Geschichte
Die USS Yorktown, benannt nach der Schlacht von Yorktown, wurde am 21. Mai 1934 auf Kiel gelegt. Der Stapellauf fand am 4. April 1936 statt und die Übergabe an die Navy erfolgte am 30. September 1937.
Eigentlich war die Yorktown das Ergebnis der Washingtoner Flottenkonferenzen zur Abrüstung, die 1921/22 zwischen den Vereinigten Staaten, Großbritannien, Japan, Frankreich und Italien geführt wurden. Das Abkommen erlaubte den USA 135.000 t für die gesamte Flugzeugträgerflotte. Die ersten drei gebauten Träger, die Langley, die Lexington und die Saratoga, waren umgebaute Schiffe anderer Klassen. Die Ranger war der erste Träger, der auch als solcher geplant war.
Als Franklin D. Roosevelt 1933 den New Deal verkündete, waren im Haushaltsplan für die Verteidigung auch 40 Mio. Dollar für zwei neue Flugzeugträger vorgesehen. Die Enterprise wurde am 16. Juli 1934 auf Kiel gelegt und ihr Schwesterschiff, die Yorktown, zwei Monate früher.
Die Jungfernfahrt führte die USS Yorktown im Januar 1938 nach Puerto Rico, Saint Thomas auf den Amerikanischen Jungferninseln, Haiti und in die Panamakanal-Zone. Nach kurzfristigen Reparaturen nahm sie Anfang 1939 an ihrer ersten Gefechtsübung im Atlantik teil. Nach ihrer Überfahrt in den Pazifik Ende April 1940 fand dort die zweite Übung statt.
Da im Frühjahr 1941 die Bedrohung durch deutsche U-Boote im Atlantik permanent zunahm, entschied das US-Flottenkommando die Verlegung eines starken Verbandes, zu dem auch die USS Yorktown gehörte, in den Atlantik (→ Amerikanische Neutralitätspatrouille). Der Einsatz dauerte bis Anfang Dezember des Jahres, als die USS Yorktown zu Überholungsarbeiten nach Norfolk fuhr.
Als am 7. Dezember 1941 die Japaner Pearl Harbor angriffen, befanden sich nur die Flugzeugträger Enterprise, Lexington und Saratoga im Pazifikraum, während die Ranger, Wasp und die gerade in Dienst gestellte Hornet im Atlantik operierten.
Die USS Yorktown lief Ende Dezember 1941 in San Diego ein, wo sie das Flaggschiff der neu gebildeten Task Force 17 unter Konteradmiral Frank Jack Fletcher wurde.
Nach einem ersten Truppenunterstützungseinsatz nach Amerikanisch-Samoa war der erste Kampfeinsatz während des japanischen Angriffs auf die Gilbertinseln.

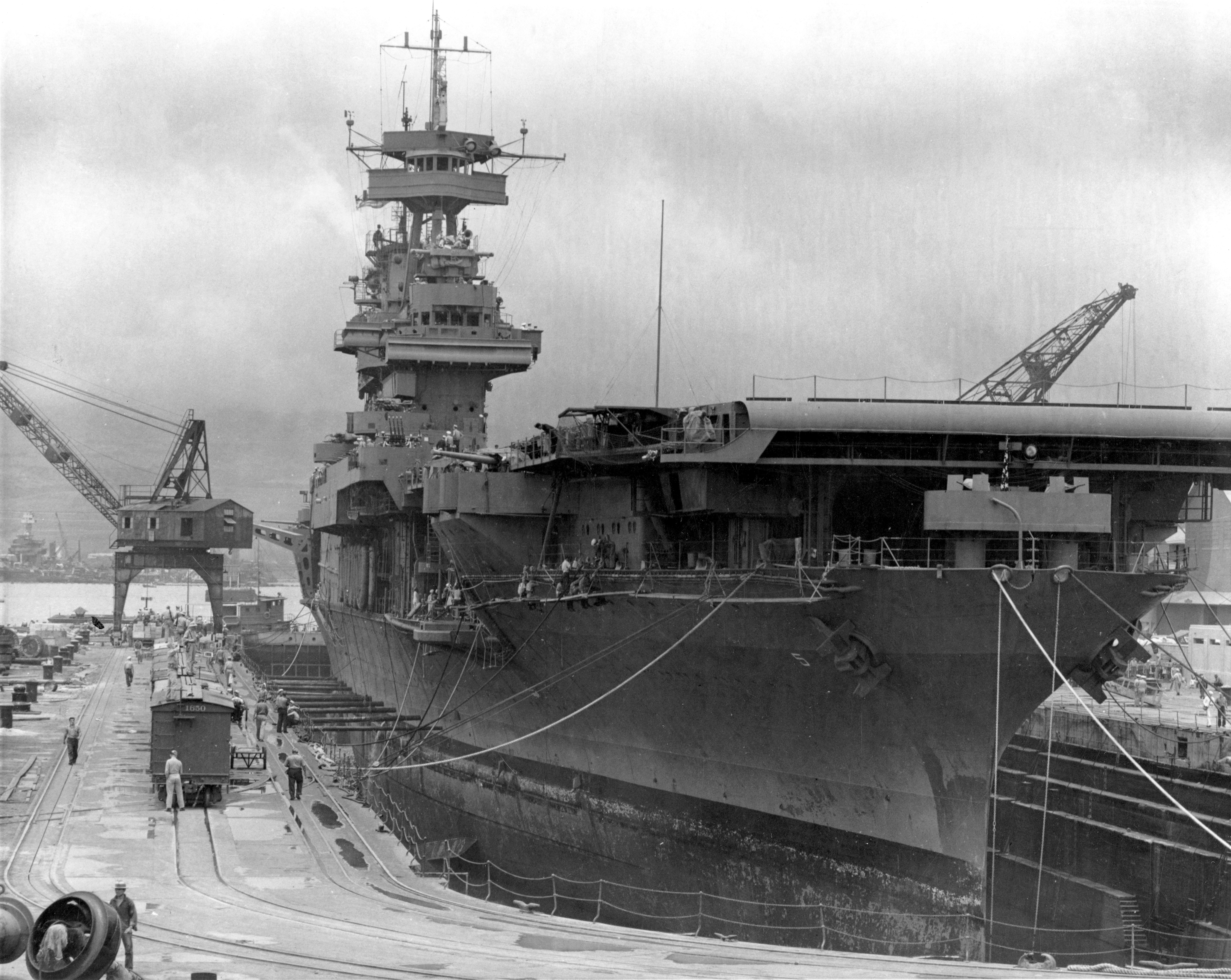
Die Yorktown bei Reparaturarbeiten im Trockendock in Pearl Harbor, 29. Mai 1942

Kurz darauf machte sie wieder in Pearl Harbor fest, um die Vorräte zu ergänzen. Dann startete sie zu ihrem nächsten Einsatz. Dieser führte sie in das Korallenmeer, wo ihre Kampfstaffeln zusammen mit denen der USS Lexington am 10. März 1942 erfolgreich Angriffe auf japanische Schiffe in den Häfen von Salamaua und Lae auf Neuguinea flogen. In der darauffolgenden Schlacht im Korallenmeer am 7. und 8. Mai wurde ihr Flugdeck von einer Bombe durchschlagen, die dann unter Deck explodierte. 66 Besatzungsmitglieder verloren dabei ihr Leben.
Drei Monate sollte laut Expertenrat die Reparatur der USS Yorktown dauern, aber da bis zum nächsten Einsatz sehr wenig Zeit blieb, konnten auf dem Pearl Harbor Naval Shipyard nur die nötigsten Arbeiten erledigt werden, um das Schiff wieder seetüchtig zu machen. Schon am 30. Mai fuhr sie in Richtung Midwayinseln. In der Schlacht um Midway vom 4. bis zum 7. Juni 1942 waren die Staffeln der USS Yorktown maßgeblich an den Angriffen auf die japanischen Träger Sōryū, Akagi, Kaga und Hiryū beteiligt, die alle versenkt wurden. Aber auch die USS Yorktown wurde von japanischen Bombern beschädigt und von mehreren Torpedos getroffen. Hierauf versuchte man, sie abzuschleppen, jedoch ergaben sich durch die zunehmende Schlagseite des Trägers immer wieder Schwierigkeiten.

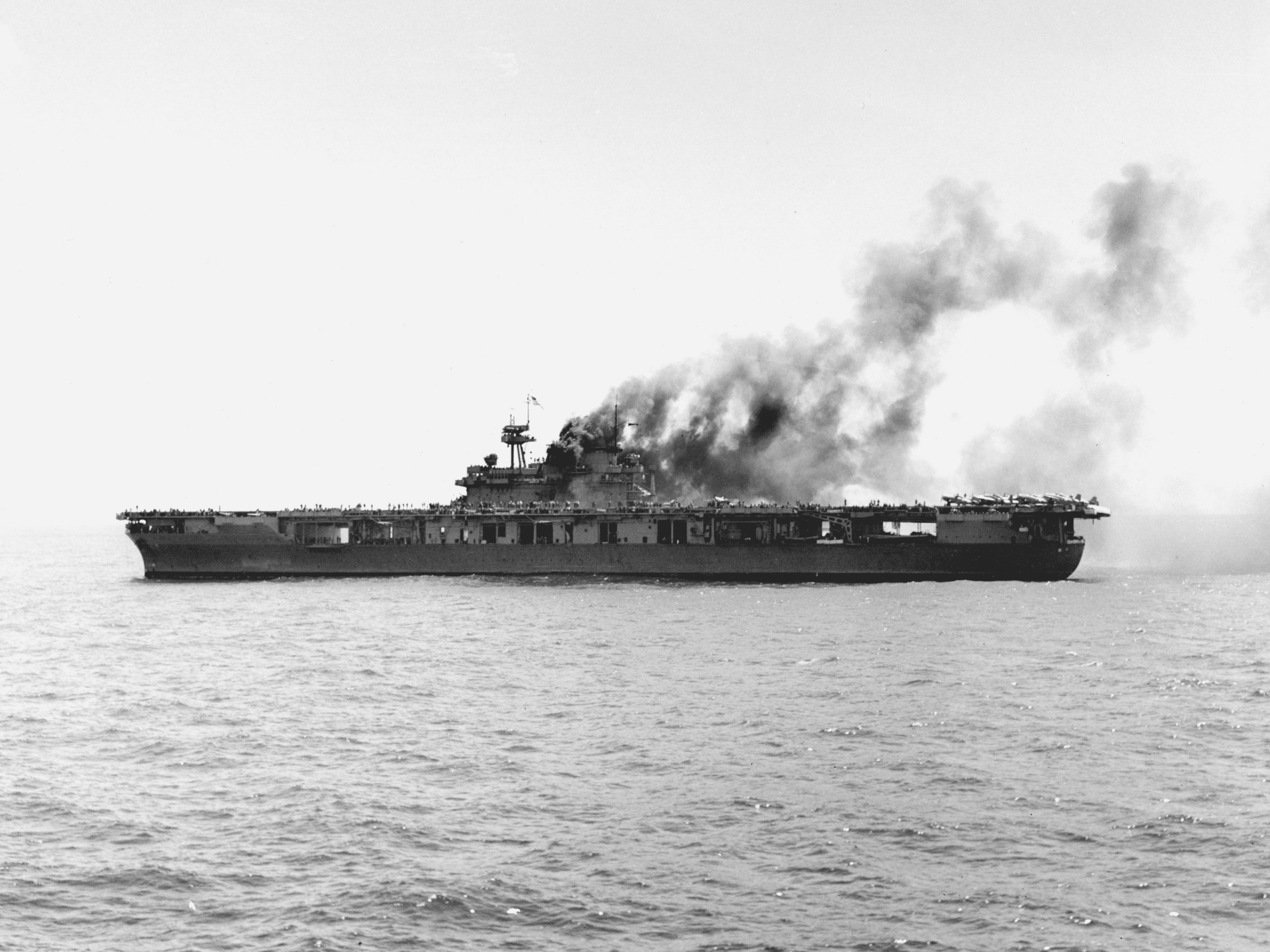
Die Yorktown, kurz nachdem sie bei Midway von drei Fliegerbomben japanischer D3A-Bomber getroffen worden war

Am 6. Juni wurde die USS Yorktown vom japanischen U-Boot I-168 torpediert und schwer getroffen, während der Zerstörer USS Hammann längsseits lag, um Reparaturarbeiten auszuführen. Auch er wurde von einem Torpedo getroffen und sank innerhalb von vier Minuten. Die USS Yorktown versank am nächsten Morgen.
Der Unterwasserarchäologe Robert Ballard und sein Team entdeckten am 19. Mai 1998 das Wrack der USS Yorktown in 5075 Metern Tiefe im Pazifik.